# Cynamonowiec wonny
Cynamonowiec wonny, cynamonowiec chiński, cynamon chiński, kasja (Cinnamomum cassia (L.) J.Presl) – gatunek drzewa z rodziny wawrzynowatych (Lauraceae). Ojczyzną są południowe Chiny. Uprawiany jest w Azji południowo-wschodniej i południowej.

## Morfologia
PokrójKrzew lub niskie drzewo do 10 m wysokości z kanciastymi gałązkami.
KoraPopielata, lekko odstająca i szorstka, ma postać półkolistych kawałków lub pasków długości 20–25 cm, szerokości 5–25 mm.
LiścieSkórzaste, jajowate lub podłużnie jajowate, krótko zaostrzone, całobrzegie i nieco dłuższe i węższe niż w przypadku cynamonowca cejlońskiego.
KwiatyWonne, na długich szypułkach, zebrane w wiechę. Mają żółtawozielony kolor, 6 działek okwiatu, Pręciki w czterech okółkach, słupek jajowaty, z szyjką.
OwocSinozielony pestkowiec.

## Zastosowanie
- Z liści i młodych gałązek wytwarza się olejek eteryczny zwany kasją lub olejkiem kasjowym[6].
- Kora używana jest jako cynamon. Jest on przyprawą, jednakże mniej cenną niż cynamon cejloński[5]. Laski cynamonu są zawsze skręcone w pojedyncze rurki.
- Z kory korzeni wytwarza się kamforę[6].
- Z nasion wytwarza się olej wykorzystywany w przemyśle perfumeryjnym[6].
- Jest rośliną leczniczą, wykazuje silne działanie dezynfekujące[6].

## Udział w kulturze
Wszyscy badacze roślin biblijnych są zgodni, że w Biblii są odniesienia do cynamonowca. W grę wchodzą dwa gatunki cynamonowca: cynamonowiec cejloński i cynamonowiec wonny. Co prawda Biblia ani razu nie wymienia gatunków cynamonowca, wiele razy jednak cytuje produkty z nich wytwarzane: cynamon i kasję. Obydwa były w czasach biblijnych sprowadzane do Ziemi Świętej. W Księdze Ezechiela (27,19) czytamy: „Dan i Jawan począwszy od Uzzal drogą wymiany za twe towary dostarczały ci wyroby żelazne, cynamon i trzcinę.” Trwało to również później. W Apokalipsie św. Jana (18,11.13) jest tekst:: „A kupcy ziemi płaczą i żalą się nad nią, bo ich towaru nikt już nie kupuje: ... cynamonu i wonnej maści amomum, pachnideł, olejku, kadzidła, wina, oliwy, najczystszej maki, pszenicy”. Cynamonu i kasji używano do wytarzania oleju świętego oraz jako pachnidła.